# Opus tessellatum

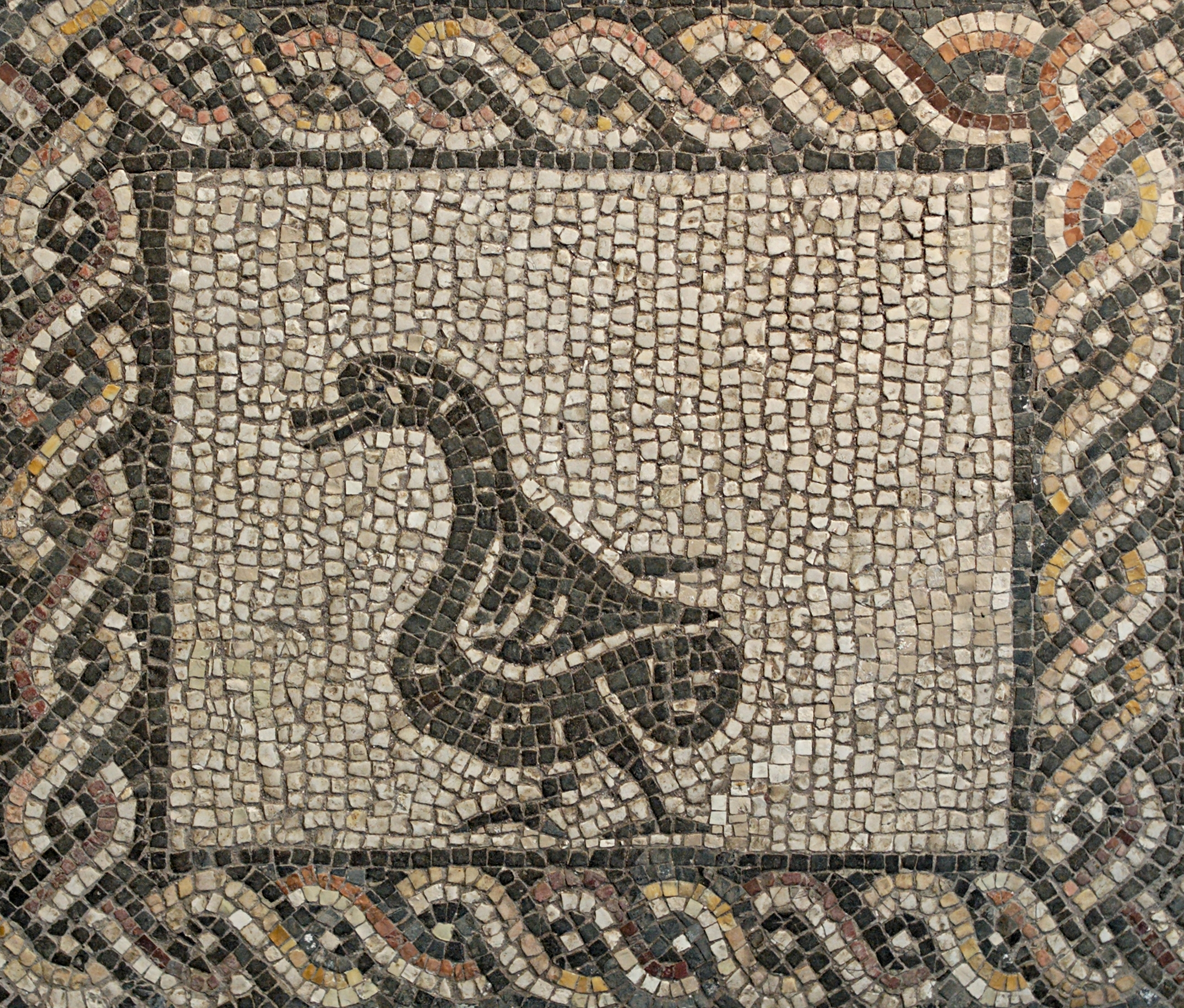
Mosaico romano em opus tessellatum; séc III d.C.

Opus tessellatum é o termo em latim para a técnica comum de mosaico grego e romano realizada a partir de tesselas com dimensão superior a 4 mm. É distinta da opus vermiculatum, que usava tesselas mais pequenas, geralmente com 4 mm ou menos, e se destinava principalmente a pequenos painéis montados em oficina que depois eram transportados para o local. O opus tessellatum era usado para grandes áreas e realizado diretamente no local. As duas técnicas eram muitas vezes conjugadas, com pequenos painéis detalhados (denominados emblemata) no centro do desenho em opus vermiculatum, e o restante preenchido com desenhos em opus tessellatum.